# Mistrzostwa Europy w Saneczkarstwie 1972
19. Mistrzostwa Europy w saneczkarstwie 1972 odbyły się w zachodnioniemieckim Schönau am Königssee. W tym mieście mistrzostwa odbyły się już drugi raz (wcześniej w 1967). Rozegrane zostały trzy konkurencje: jedynki kobiet, jedynki mężczyzn oraz dwójki mężczyzn. W tabeli medalowej bezkonkurencyjne było NRD.

## Wyniki

### Jedynki kobiet
| Medal | Zawodniczka          | Narodowość | Czas | Strata |
| ----- | -------------------- | ---------- | ---- | ------ |
|       | Ute Rührold          | NRD        |      |        |
|       | Elisabeth Demleitner | RFN        |      |        |
|       | Anna-Maria Müller    | NRD        |      |        |

### Jedynki mężczyzn
| Medal | Zawodnik            | Narodowość | Czas | Strata |
| ----- | ------------------- | ---------- | ---- | ------ |
|       | Wolfgang Scheidel   | NRD        |      |        |
|       | Harald Ehrig        | NRD        |      |        |
|       | Leonhard Nagenrauft | RFN        |      |        |

### Dwójki mężczyzn
| Medal | Zawodnicy                           | Narodowość | Czas | Strata |
| ----- | ----------------------------------- | ---------- | ---- | ------ |
|       | Horst Hörnlein/Reinhard Bredow      | NRD        |      |        |
|       | Hans Brandner/Balthasar Schwarm     | RFN        |      |        |
|       | Peter Reichnwallner/Rudolf Größwang | RFN        |      |        |

## Klasyfikacja medalowa
| Miejsce | Państwo |   |   |   | Razem |
| ------- | ------- | - | - | - | ----- |
| 1.      | NRD     | 3 | 1 | 1 | 5     |
| 2.      | RFN     | 0 | 2 | 2 | 4     |